# Jedle líbezná
Jedle líbezná (Abies amabilis) je jehličnatý strom z čeledi borovicovité, z rodu jedlí, jehož domovinou je Kanada a Spojené státy americké.

## Synonyma
- Abies grandis
- Picea amabilis
- Pinus amabilis

## Popis
Stálezelený, jehličnatý a pomalu rostoucí strom, dorůstající až do výšky 75 m. Kmen může dosahovat průměru až 2,6 m. Jedle líbezná se dožívá 500 let a více. Koruna je zpočátku úzce kuželovitá, později válcovitá, shora plochá a hustá. Větve jsou krátké a neohebné a vyrůstají z kmenu v pravých úhlech. Borka je zprvu světlešedá a hladká vyjma pryskyřičných puchýřů, později rozpraskaná do červenošedých plátů. Pupeny jsou malé, kulovité, hnědé a 6–9 mm v průměru. Letorosty jsou ze spodní strany tmavohnědé, z horní světlehnědé a chlupaté. Jehlice jsou 0,7–4 cm dlouhé a 1–3 mm široké, na konci tupé, seshora tmavě zelené, vespod se dvěma stříbrnými proužky. Samčí šištice jsou při opylování červené, později červenožluté. Samičí šištice (šišky) jsou vejčitě válcovité, 8–18 cm dlouhé a 3,5–7 cm široké, zpočátku purpurově šedé, později hnědé. Semena jsou 10–12 mm dlouhá a 4 mm široká s 10–12 mm dlouhým křídlem. Děložních lístků je 4-7 .

## Příbuznost
Jedle líbezná je blízce příbuzná s jedlí Mariesovou.

## Výskyt
Domovinou stromu je Kanada (provincie Britská Kolumbie) a Spojené státy americké (státy Aljaška, Kalifornie, Oregon, Washington).

## Ekologie
Jedle líbezná roste na Aljašce v nadmořských výškách od hladiny moře blízko pobřeží až do 330 m, a v Oregonu od 250–1830 m, na západních svazích Kaskádového pohoří, ve studeném a vlhkém, přímořském (pobřežním) klimatu s ročními srážkovými úhrny 1500–4000 mm, často ve formě sněhu. Preferuje půdy jílovité, roste v horských vlhčích půdách ledovcového původu, na druhou stranu půdy nesmí být příliš nasáklé vodou. tj. musí být dobře odvodňované. pH půdy je kolem 5 (kyselá půda), strom snese také půdu s neutrální reakcí. Jedle líbezná má poměrně mělce umístěné kořeny, při silných větrech trpí vývraty, z tohoto důvodu je třeba ji sázet do před větrem chráněných poloh. Nesnáší znečištění ovzduší. Taktéž je velmi citlivá na lesní požáry mimo jiné pro tenkou borku a hořlavé jehličí. Na světlo není příliš náročná, dokáže růst ve stínu, v polostínu i na plném slunci a je mrazuvzdorná do −28 °C.
Jedle líbezná tvoří jehličnaté lesy dohromady s jedlovcem západním, smrkem sitkou, douglaskou tisolistou, zeravem obrovským, cypřiškem nutkajským (Chamaecyparis nootkatensis), jedlí obrovskou, jedlí nádhernou, jedlí plstnatoplodou a jedlovcem Mertensovým (Tsuga mertensiana). Jedle líbezná poskytuje (především staré stromy) díky své husté koruně úkryt, přístřeší a tepelnou ochranu, popř. i kořist mnoha volně žijícím zvířatům: horským kozám, puštíku západnímu (Strix occidentalis caurina), kuně rybářské, norníku západoamerickému (Myodes californicus), rorýsovi srpokřídlému (Chaetura vauxi), mlokánkovi olympskému (Rhyacotriton olympicus) a dalším. Semena jedle líbezné jsou důležitou potravou pro ptáky, hlodavce a veverky. Los ho spásá také, nicméně mu strom moc nechutná.

## Choroby a nepřátelé
Strom je obecně extrémně citlivý na houbové choroby a mšice. Například na rozdíl od většiny jedlí je velmi náchylná k nákaze houbou kořenovník vrstevnatý (Heterobasidion annosum), která způsobuje zpomalení růstu stromu, poškození jehličí a šišek a někdy i smrt stromu. Po oslabení touto chorobou, se často přidávají sekundární infekce houbou václavkou obecnou, broukem Scolylus ventralis a jinými. Strom je často napadán mšicemi Adelges piceae, bobruškou, medvědem baribalem a jinými. Zraněné stromy (i mladé) jsou často napadány houbou Echinodontium tinctorium.

## Využití člověkem
Dřevo stromu se používá ve stavebnictví na nepříliš náročné aplikace (lehké rámy, pomocná konstrukční překližka aj.), je lehké, měkké, nevoní příliš silně, obsahuje málo pryskyřice, je málo trvanlivé. Jedle líbezná se používá též jako vánoční stromek.
Jako potravina a lék: Tento strom byl často používán domorodými Severoameričany (Indiány): odvar z borky jako posilující lék (takzvané tonikum), též na nemoci žaludku, hemoroidy a jiné; pryskyřici (lidově smolu) proti nachlazení a krčním nemocem a jako žvýkačku; větve jako lůžkovinu; křehké dřevo hlavně jako palivové dříví.

## Ohrožení
I přes časté kácení v minulosti není strom ohrožen, díky jeho rozlehlému výskytu a výborným regeneračním schopnostem jeho populace. Nemoci, nepřátelé a požáry sice představují ohrožení, nicméně pouze místní. Jedle líbezná se vyskytuje v mnoha milionech  dospělých jedinců, stav její populace je stabilní.

## Galerie

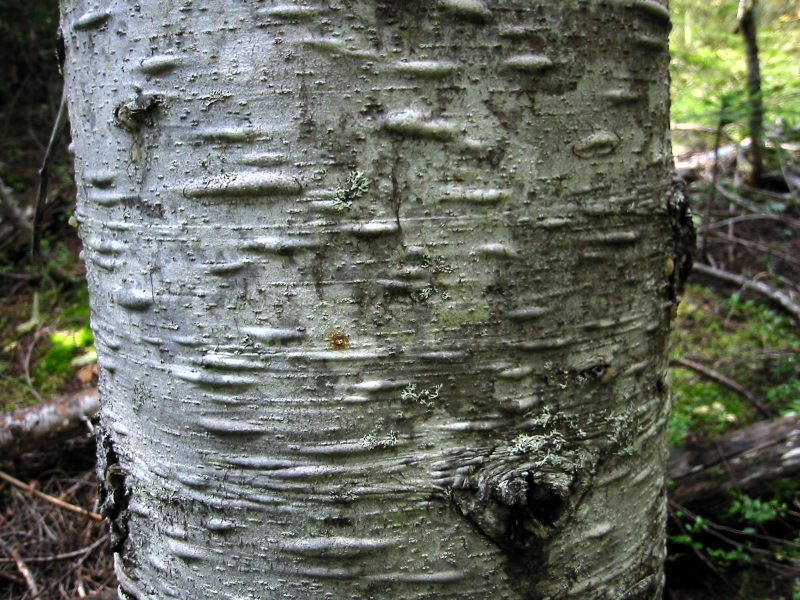
Jedle líbezná, borka.
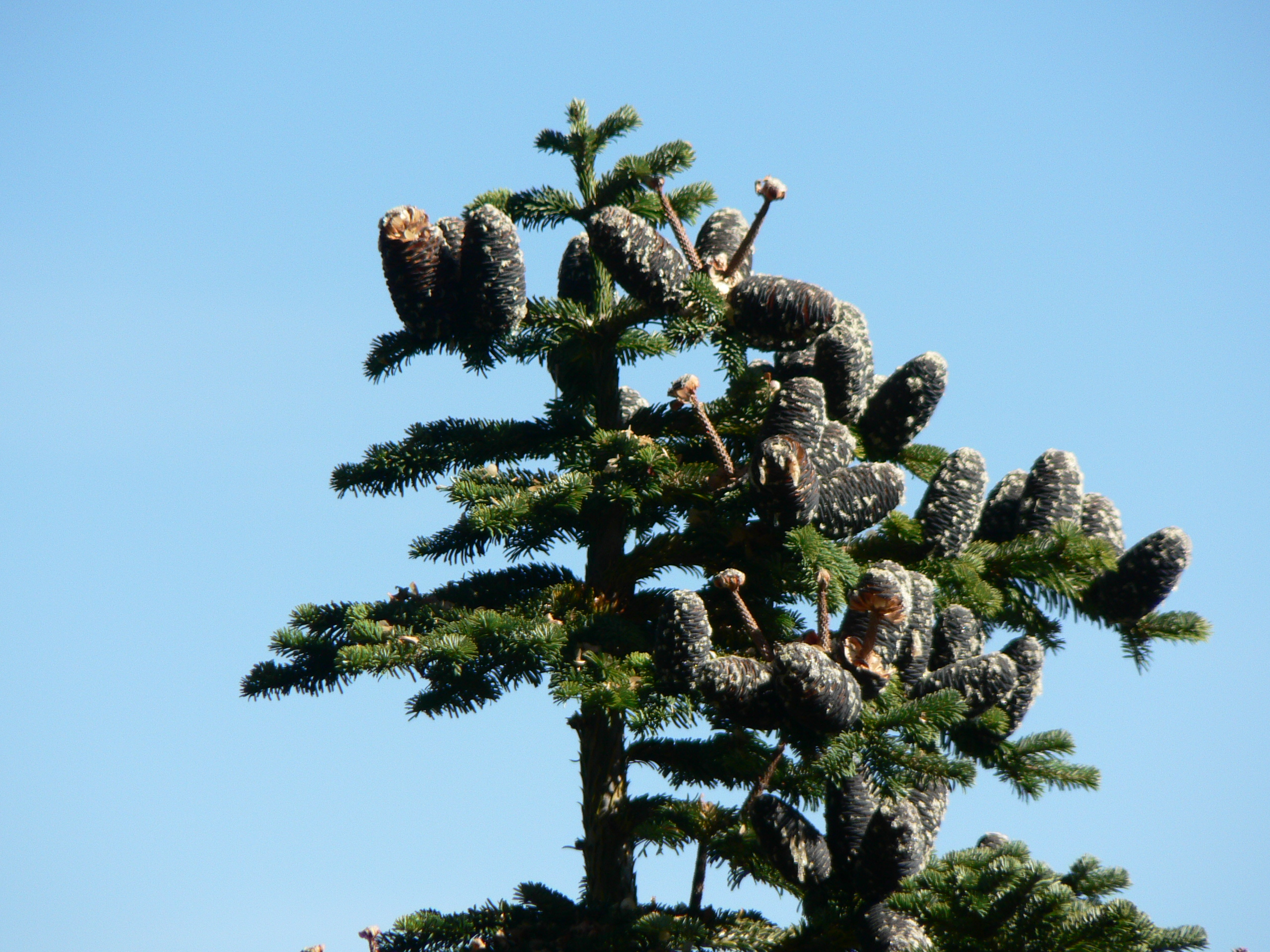
Jedle líbezná, samičí šištice – šišky na stromě.
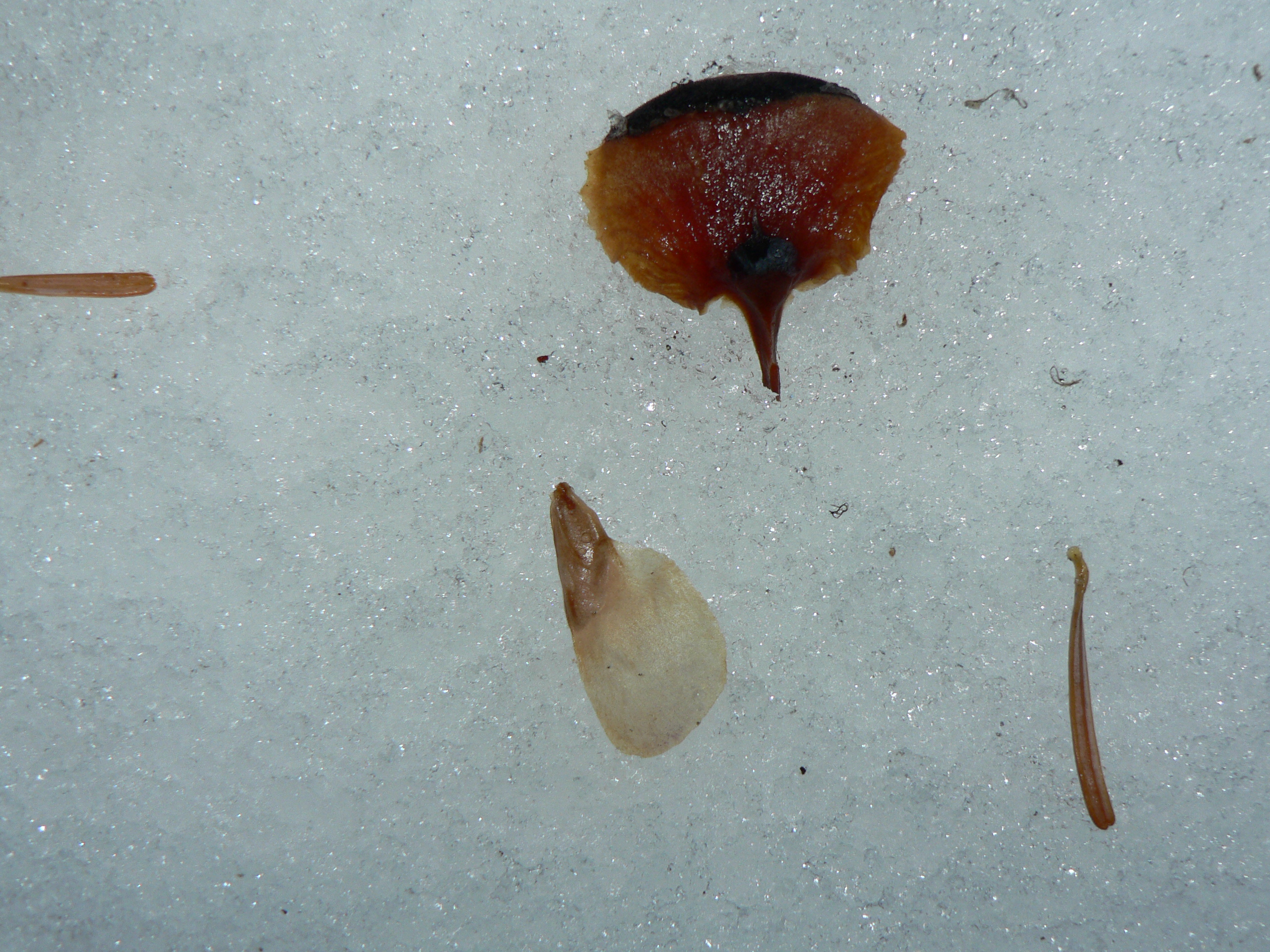
Jedle líbezná, semeno s křídlem a šupina šišky.
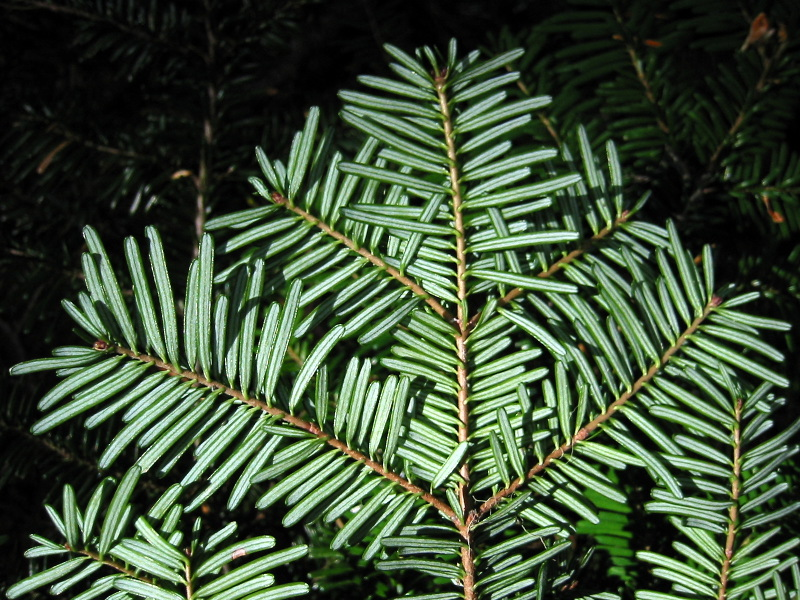
Jedle líbezná, jehlice ze spodní strany.